# 小绵霉属
小绵霉属（学名：Achlyella）为壶菌目的一个属。未指定科。

## 下属物种
本属包括以下物种：
- 小绵霉 Achlyella flahaultii Lagerh.